# Drummin Bridge

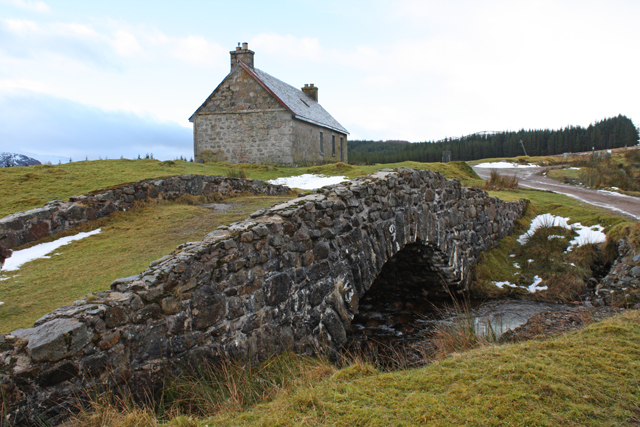
Blick auf die Brücke

Die Drummin Bridge ist eine kleine Brücke, die am Nordrand der Ortschaft Melgarve im Norden Schottlands steht. Erbaut wurde sie 1731 als Teil einer Straße über den Corrieyairack Pass, die unter George Wade errichtet worden war, um Truppen zwischen Dalwhinnie und Fort Augustus bewegen zu können. Sie ist heute für den regulären Verkehr nicht mehr nutzbar. Die Brücke selbst, die über den nach Süden zum Spey fließenden Bach Caoehan Riabhaeh Burn führt, hat einen danebenstehenden modernen Ersatzbau.
Das ursprüngliche Bauwerk umfasst einen Bogen aus Bruchstein mit einer Spannweite von 5,60 Metern und einer niedrigen Brüstung. Der Nordteil zerbrach 1986, er wurde daraufhin auf Basis von Stahlbeton im Kern neu errichtet. Um ähnliche Ereignisse auf der gegenüberliegenden Seite zu verhindern, wurde dieser Teil abgetragen und schichtweise neu aufgebaut. Sofern möglich wurden die Originalsteine verwendet.
Seit 1971 ist die Brücke als Listed Building der Kategorie B ausgewiesen und steht daher unter Denkmalschutz.